# Холмогоры (автодорога)
Федеральная автомобильная дорога М8 «Холмогоры» — автомобильная дорога федерального значения Москва — Ярославль — Вологда — Архангельск (с подъездами к Костроме, Северодвинску, международному аэропорту «Архангельск» (Талаги), проходит через Переславль-Залесский). Протяжённость — 1254,22 км, протяженность с подъездами — 1413 км.
Водоёмы: водохранилища — Пироговское, Учинское и Пестовское; озёра — Лесное, Торбеевское, Плещеево, Неро.
Дорога отличается высокой интенсивностью движения. До 35 км трассы М8 (Пушкино) представляет собой широкополосную автодорогу с эстакадами и без светофоров. Перед подъездом к Пушкино трасса сужается с 5 полос до 4 полос в каждую сторону, в районе пересечения с Красноармейским шоссе — с 4 полос до 2 полос в каждую сторону.
Часть М8 от Москвы до Ярославля входит в европейский маршрут E 115.

## Маршрут

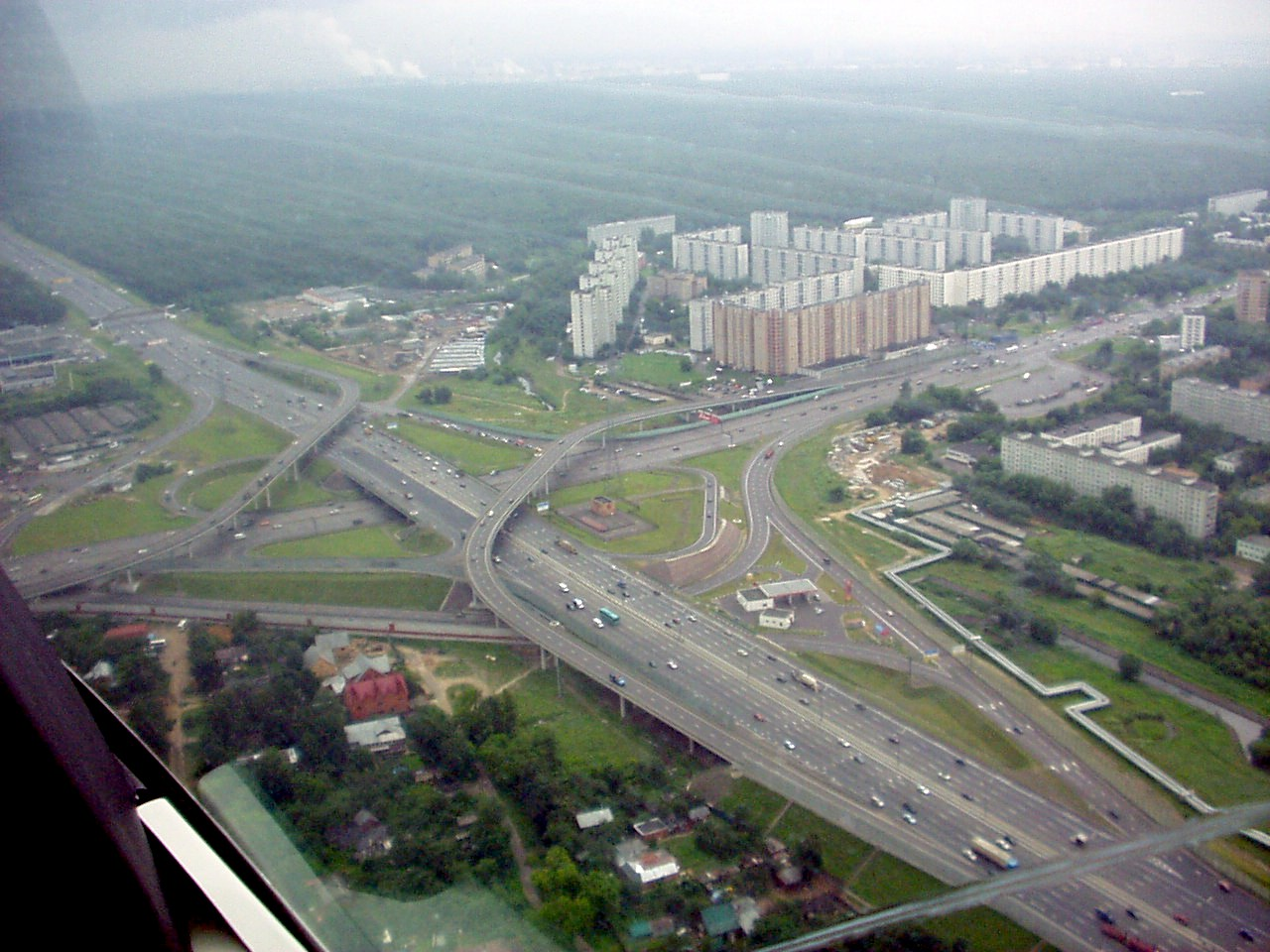
Москва: пересечение МКАД и (фото 2004 года)

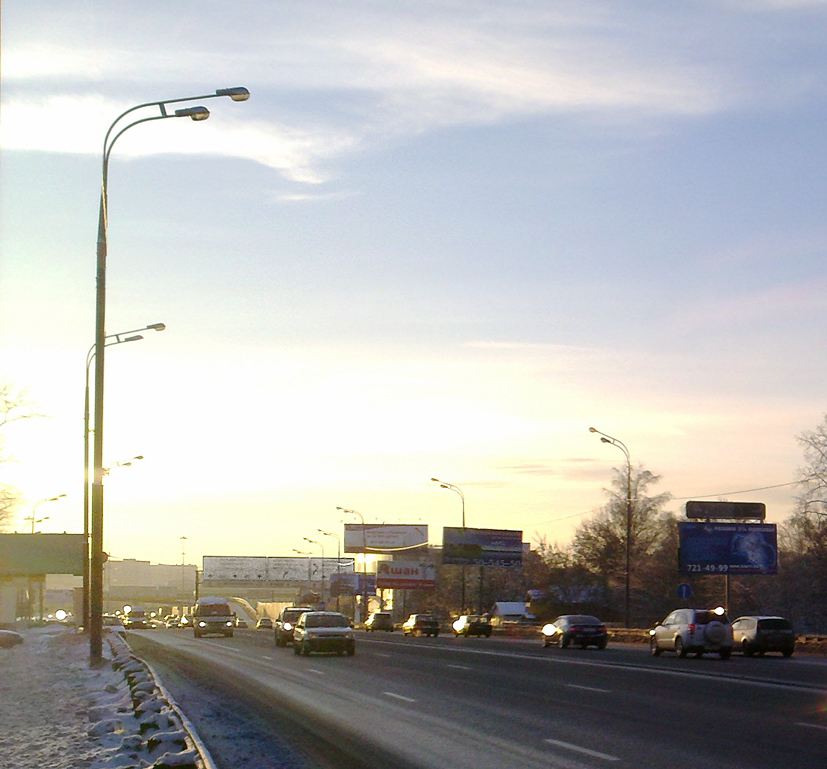
Ярославское шоссе в километре после МКАД

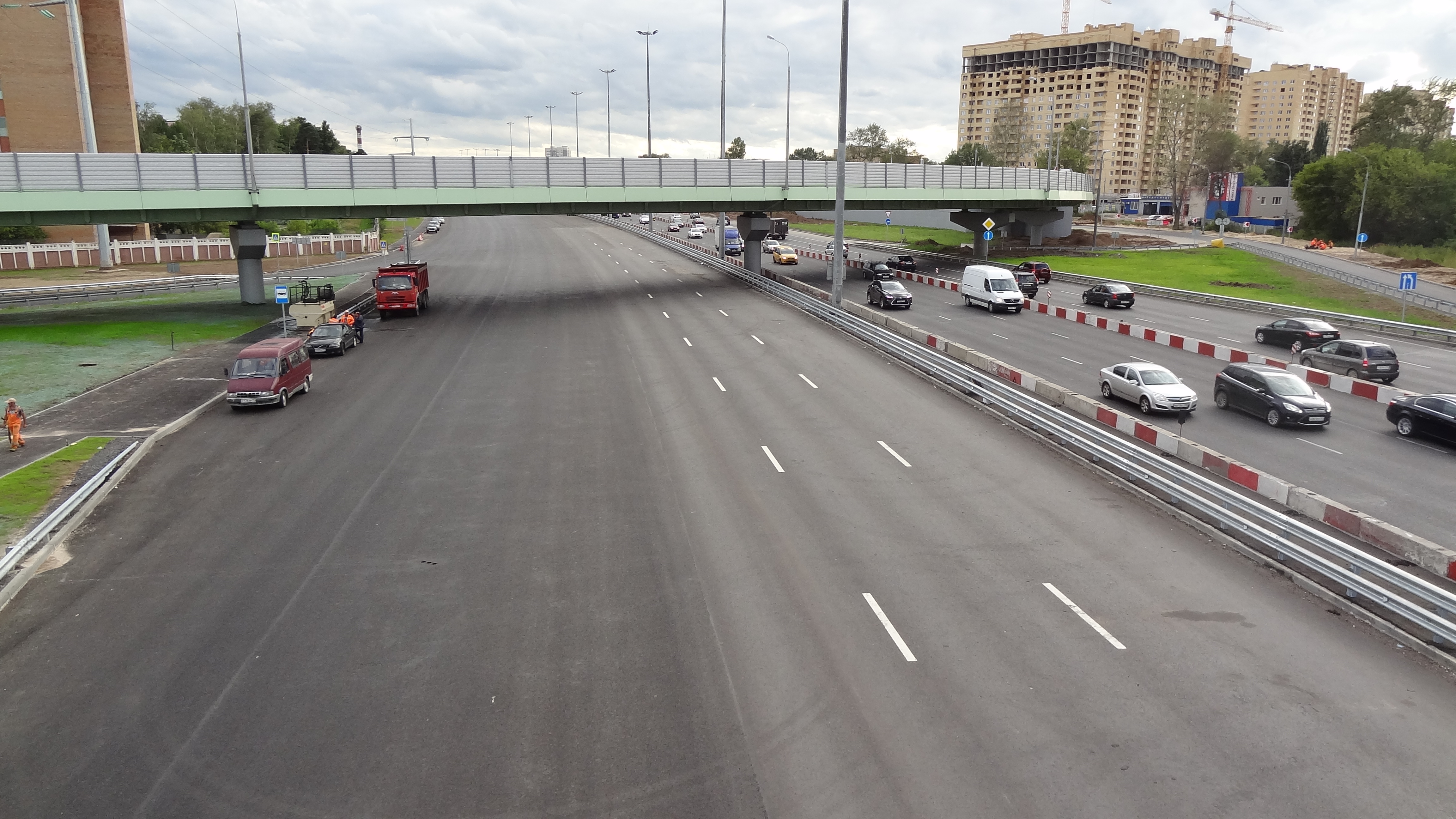
Реконструкция Ярославское шоссе в районе г. Королёва, 7 км после МКАД (август 2016)

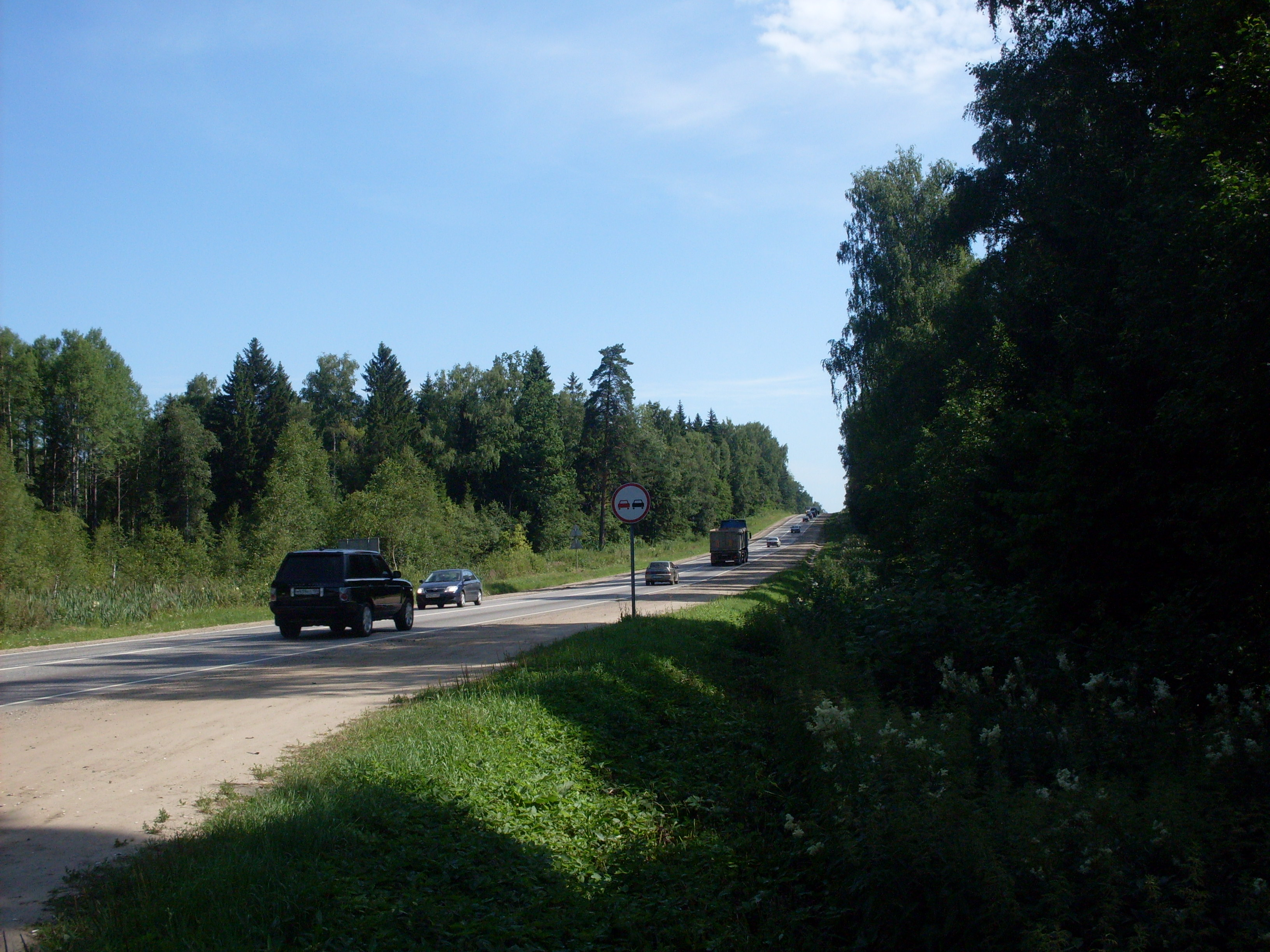
М-8 «Холмогоры»

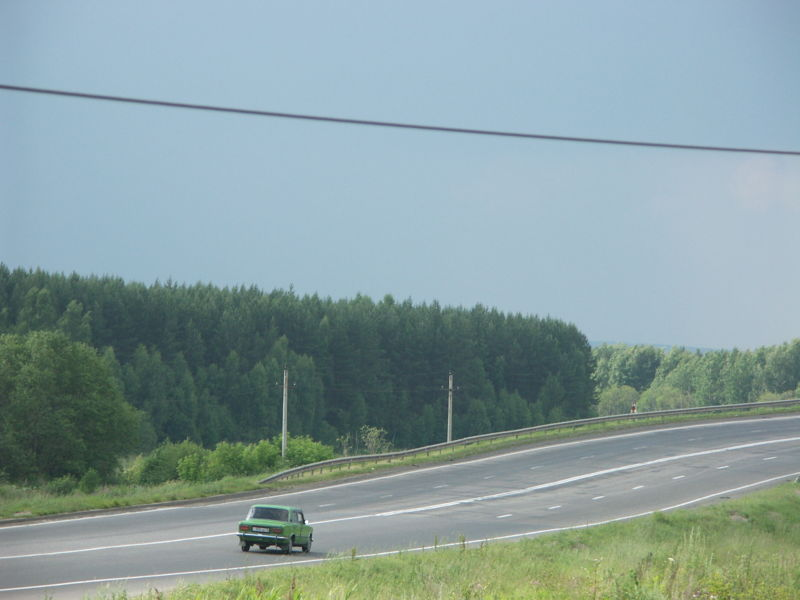
Участок магистрали у Ростова Великого. Въезд на путепровод через старый советский ход Транссиба

Пересечение автодорог и у деревни Чекшино

Монумент Михаилу Архангелу на трассе М-8, развилка к Холмогорам

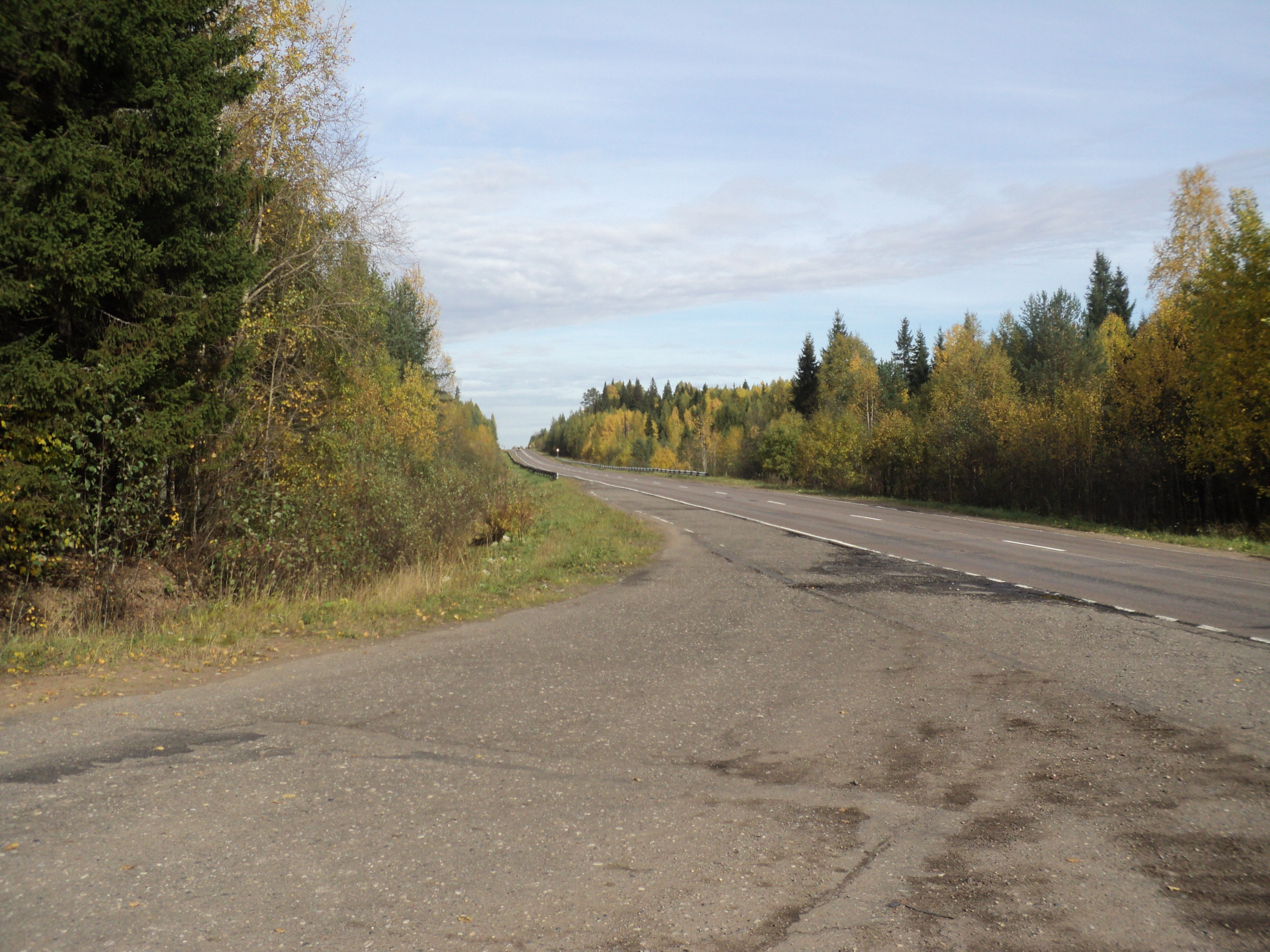
Трасса в Архангельской области

Является продолжением московского Ярославского шоссе. Количество полос на выезде из Москвы — 6. Пересекает:
- Московское Малое Кольцо А107 — в районе деревни Могильцы (31 км от МКАД)
- Московское Большое Кольцо А108 в районе озера Торбеево (64 км от МКАД)
- А114 — 465 км.

### Москва
- Ярославское шоссе — оно и переходит в автодорогу «Холмогоры».
- Москва  МКАД;

### Московская область
- Мытищи;
  -  Лесная улица;
  -  1-я Вокзальная улица;
  -  улица Карла Либкнехта;
  -  3-й Ярославский переулок;
  -  4-й Ярославский переулок;
  -  5-й Ярославский переулок;
  -  1-я Парковая улица;
  -  Пограничная улица;
  -  Пожарный проезд;
  -  Фуражный проезд;
  -  Советская улица;
  -  Коллективная улица;
  -  улица Дзержинского;
  -  улица Фрунзе;
  -  Заводская улица;
  -  Улица Колонцова;
    -  Монумент ЗСУ «Шилка» у АО «Метровагонмаш»;

  -  улица Карла Маркса;
  -  Владимирская улица;
  -  Олимпийский проспект;
- Королёв;
  -  Пионерская улица;
  -  Хлебозаводская улица;
  -  Шоссейная улица;
  -  2-я Институтская улица;
  -  Болшевское шоссе;
  -  Северная улица;
  -  улица Мичурина;
  -  Тарасовская улица;
- Тарасовка;
- Мост через реку Клязьму в Тарасовке (около 60 м);
- Пушкино;
  -  Боткинская улица;
  -  Грибоедовская улица;
  -  (3 км) Ивантеевка;
  -  Ивантеевское шоссе;
  -  Старое Ярославское шоссе;
  -  Мост через реку Учу;
  -  Левково;
  -  улица Дзержинского;
  -  Красноармейское шоссе;
  -  Костино;
  -  Братовщина (Московская область);
- Мост через реку Скалбу;
- Братовщина (Московская область);
- Кощейково;
- Лесной;
- A107 (Московское малое кольцо) у деревни Талицы на Софрино, Ашукино;
- A113 (ЦКАД);
- мост через реку Талица;
- Васюково;
- Старое Ярославское шоссе в деревне Голыгино;
- Голыгино;
  -  Мост через реку Ворю;
  -  Мост через реку Пажу;
- на Радонеж, Лешково, Воздвиженское;
- на Хотьково, Абрамцево у села Воздвиженское;
- (6,5 км) Сергиев Посад;
- Тураково;
- Р104 (Новоугличское шоссе) (2 км) Сергиев Посад;
- озеро Торбеево (Торбеевское);
- A108 (Московское большое кольцо);
- (6,5 км) Сергиев Посад;
- (5,5 км) Краснозаводск, Сергиев Посад

### Владимирская область
- Р75 на Струнино, Александров, Кольчугино, Владимир

### Ярославская область
- Мост через реку Кубрь;
- Новое;
- Глебовское;
- Часовня «Крест» (место рождения Фёдора Иоанновича, сына Ивана IV Грозного);
- Переславль-Залесский;
  -   Горицкий монастырь, Музей чайников, Ботик Петра I (музей-усадьба);
  -  Спасо-Преображенский Собор;
  -  Р74 на Юрьев-Польский, Владимир;
- Троицкая слобода   Никитский монастырь, источник преподобного Никиты, исчезнувший город Клещин, Синь-камень;
- Мост через реку Нерль (около 65 м);
- М8 «Холмогоры» у г. Пушкино Московской области Т-34 в посёлке Говырино;
- Ивановское;
- Перелески;
- Слободка;
- Коленово;
- Петровское;

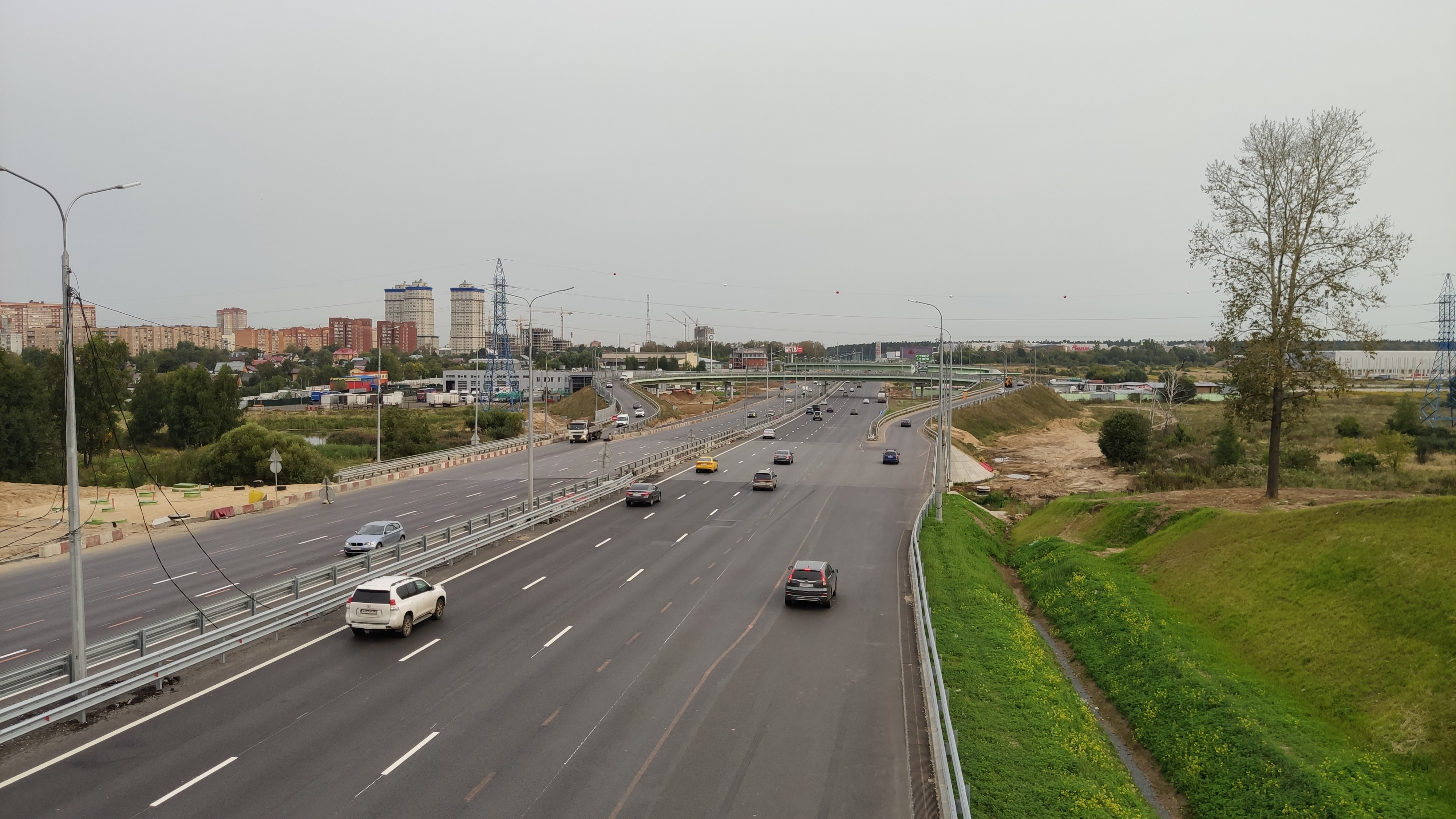
М8 «Холмогоры» у г. Пушкино Московской области

- Мост через реку Сару в селе Деболовском;
- Львы;
- Ростов Великий  Р153 на Углич;
- Р152 на Тейково, Иваново, Шуя, Палех, Нижний Новгород;
- Семибратово;
- Макарово;
- Р79 на Гаврилов-Ям и Иваново;
- Мост через реку Которосль (около 115 м);

→ Подъезд к городу Костроме (Костромское шоссе):
- Ярославль;
  -  на юг: (40 км) Гаврилов-Ям, (107 км) Иваново, (213 км) Владимир; на Север (Суздальское шоссе): Ярославль-Центр через Суздалку;
  -  проспект Фрунзе, Тормозное шоссе на Ярославль-Юг;
- (17 км) Бурмакино (Ярославская область);
- Аэропорт Туношна;
- (3 км) Некрасовское;
- Кострома  Р600 на Иваново;

→ Продолжение основного маршрута М-8 через Ярославль (в сторону Вологды)
- Ярославль;
  -  Костромское шоссе на (21 км) Аэропорт Туношна, (79 км) Кострому;
  - Московский проспект в центр города;
  - Юго-Западная окружная дорога;
  -  мост через реку Которосль (около 130 м);
  -  на Ширинье;
  -  мост через реку Пахма;
  -  на Углич, Мышкин;
  -  путепровод через станцию Молот;
  -  Р151 на (82 км) Рыбинск;
  - Отводка Юбилейного моста;
  -  Юбилейный мост через реку Волгу в Ярославле (733 м);
  -  Ярославский зоопарк;
- Лесная Поляна;
- Кузнечиха;
- Глебовское;
- Андроники;
- Данилов  на Пошехонье;
- Пречистое  на Любим

### Вологодская область
- Реконструированная Монинская эстакада Мост через реку Обнору в Ростилове;
- Грязовец;

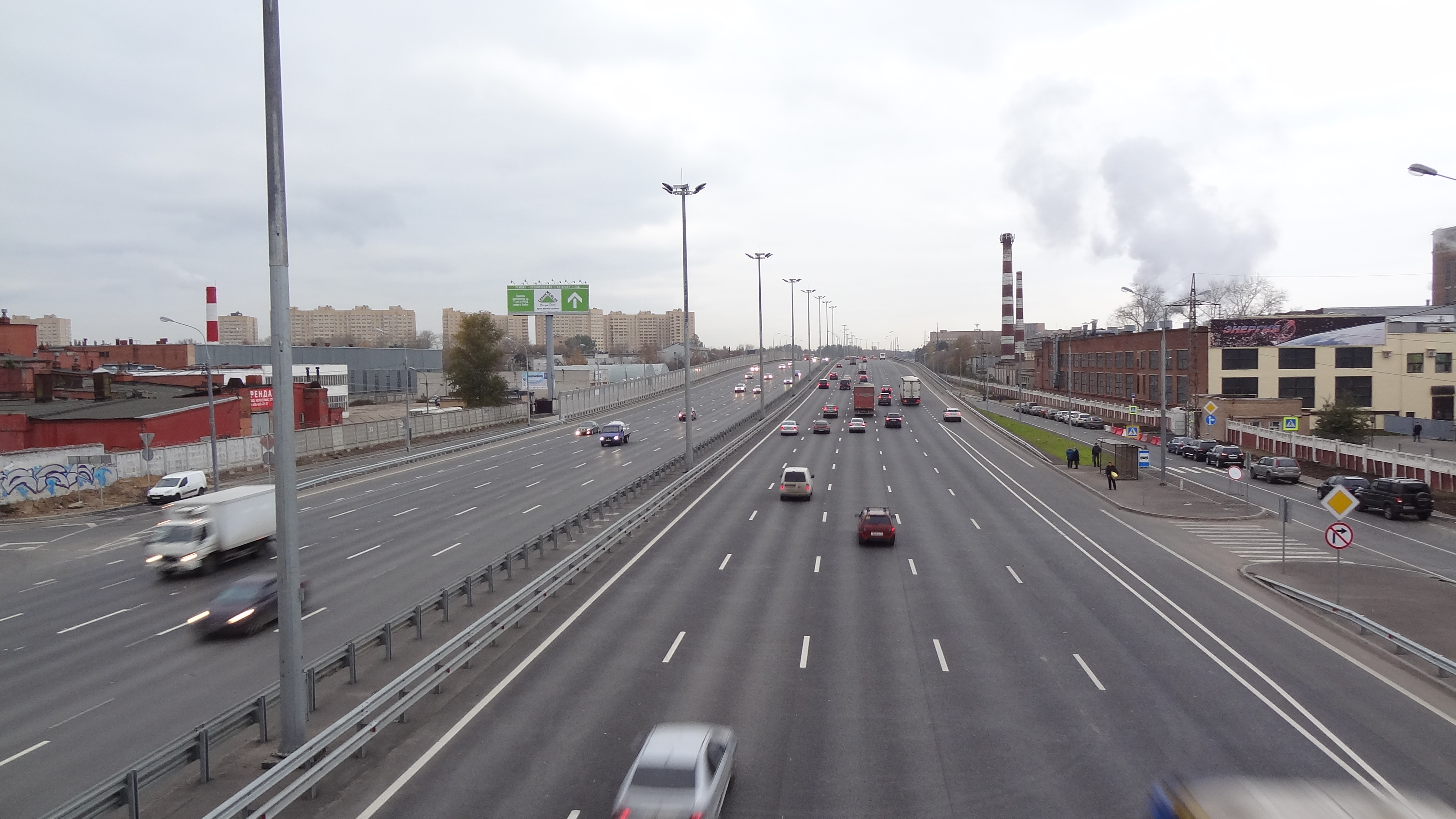
Реконструированная Монинская эстакада

- Мост через реку Комёлу в Михалеве;
- Вологда;
  -  А114 на Череповец, Тихвин, Новую Ладогу
  -  А119 на Вытегру, Медвежьегорск, Петрозаводск
  -  Мост через реку Вологду в Вологде (около 100 м);
- Аэропорт Вологда;
- Оларево;
- (860 м) Сокол;
- Мост через реку Сухону в Литеге (около 400 м);
- Мост через реку Пельшму;
- Кадников;
- Чекшино  А123 на Тотьму, Великий Устюг, Котлас;
- Мост через реку Сямжену в Сямже;
- (1,2 км) Верховажье

### Архангельская область

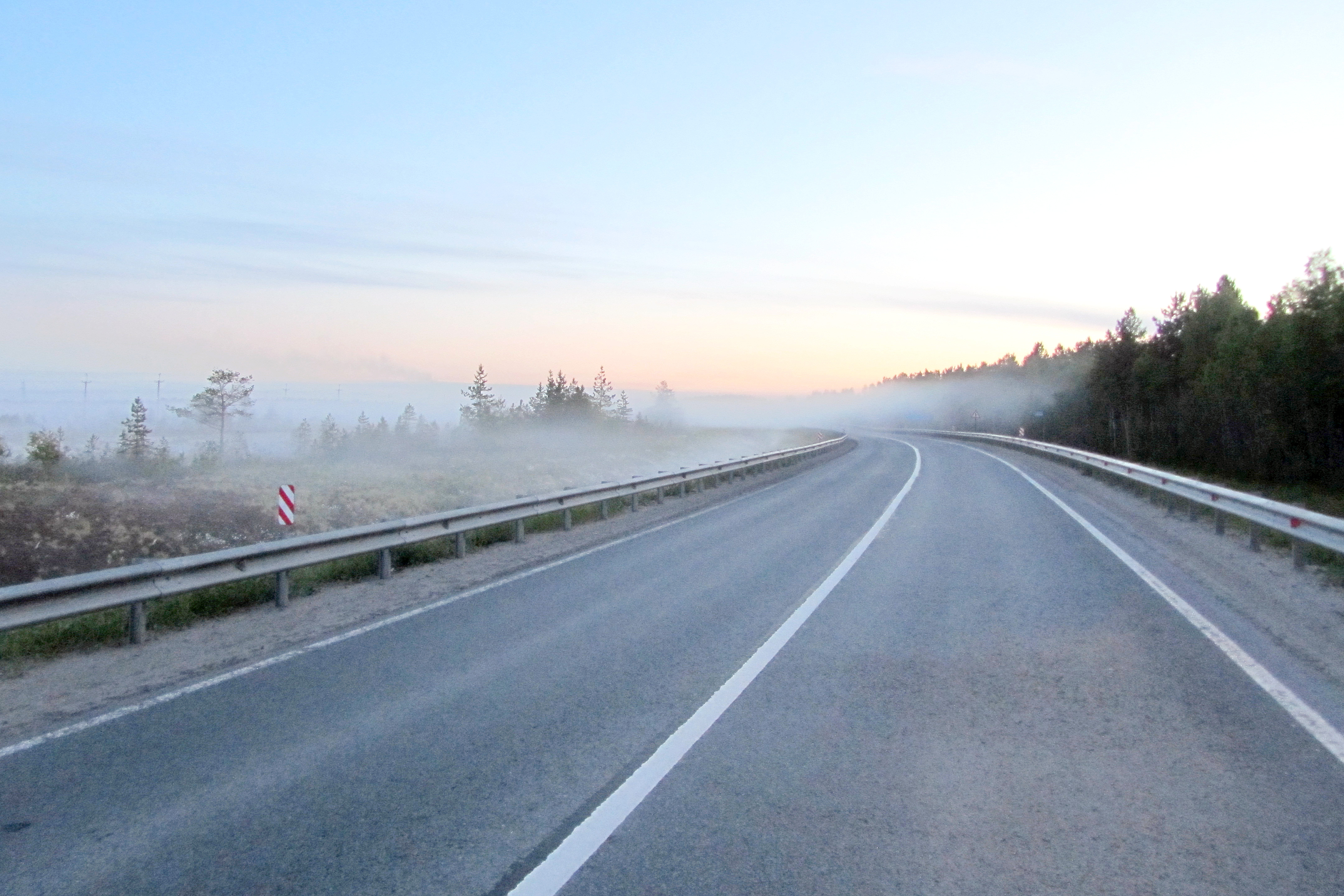
Туман над федеральной трассой М8. Участок Заостровье — Рикасиха. Белая ночь.

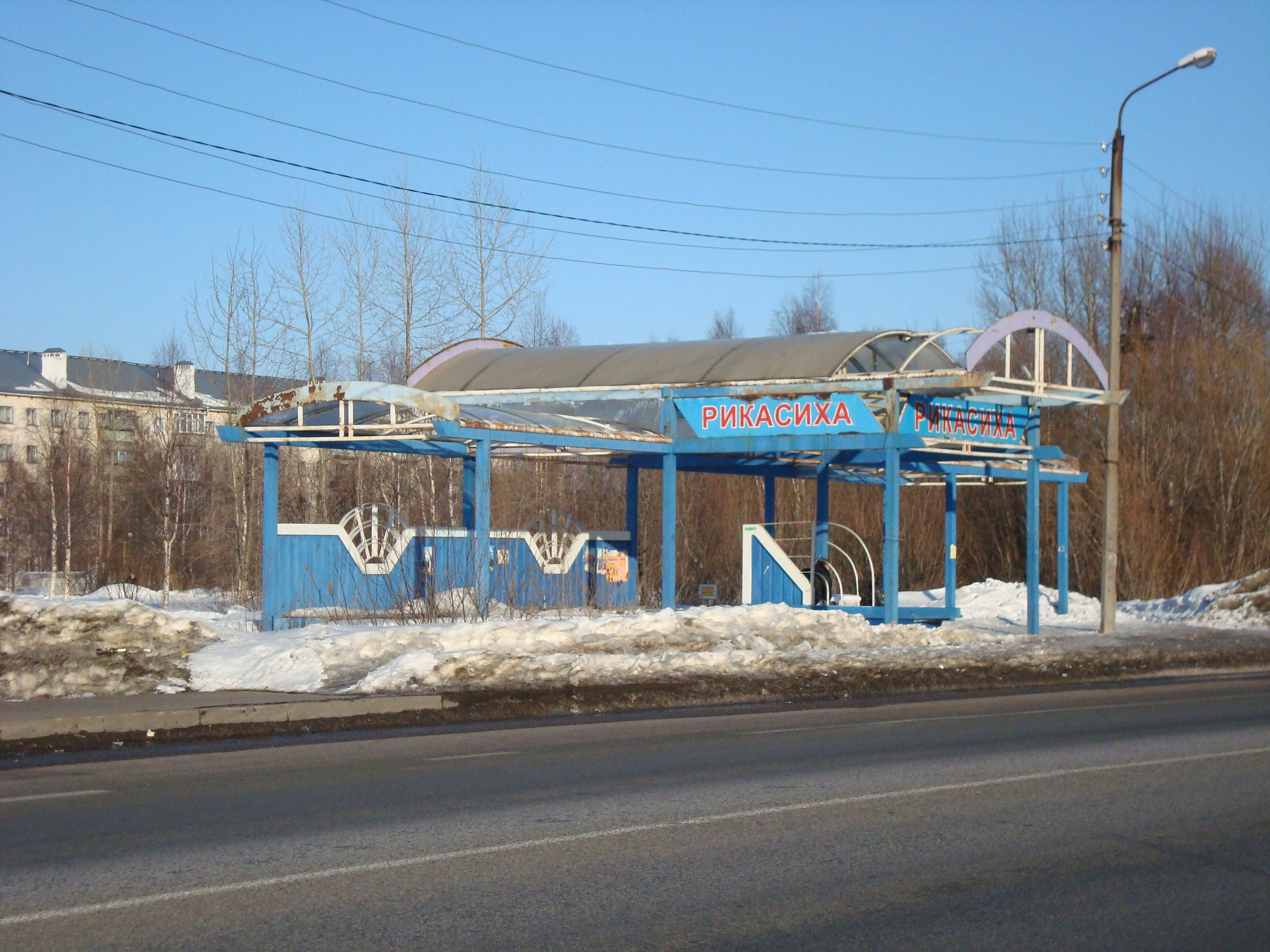
Остановка для междугородних автобусов

- М8 «Холмогоры» в районе пересечения с Московским малым кольцом А107, 2017 год Мост через реку Пежму в деревне Шиловской (около 120 м);

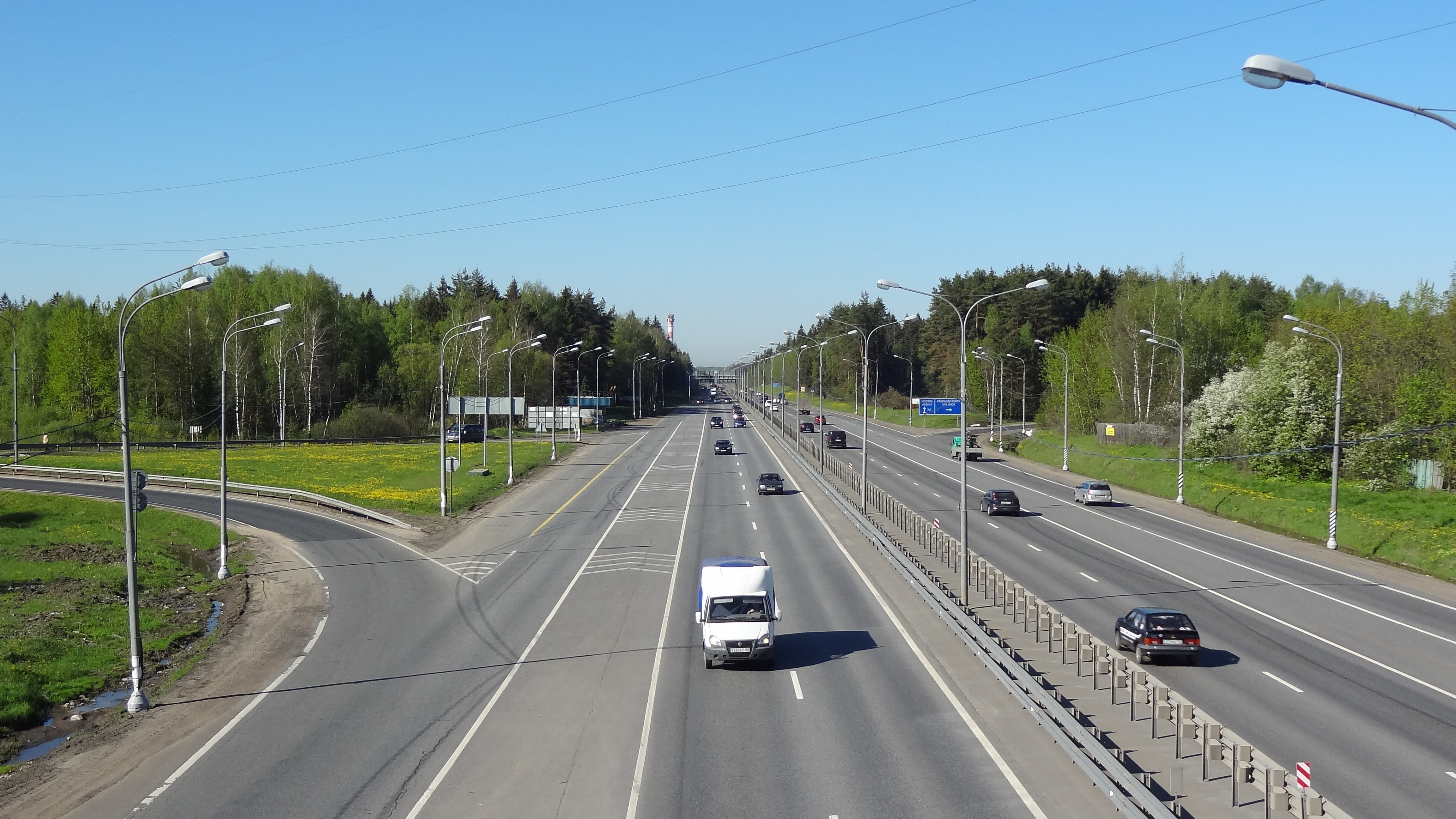
М8 «Холмогоры» в районе пересечения с Московским малым кольцом А107, 2017 год

- (1,1 км) Аэропорт Вельск-4
- Вельск;
- Екимово  Долматово Р2 на Няндому, Каргополь;
- Ровдино;
- Мост через реку Паденьгу в деревне Усть-Паденьге;
- Чащинская  (5 км) Шенкурск;
- Шипуновская;
- Мост через реку Ледь;
- Мост через реку Сюму;
- Березничек;
- Важский;
- на  через реку Вагу, на Чамово, Котлас;
- Усть-Вага;
- Аэродром Березник;
- Березник;
- Пянда;
- Рязаново (Хетово);
- Моржегоры;
- Мост через реку Моржевку у деревни Монастырёк (около 110 м);
- Почтовое;
- Емецк;
- Мост через реку Емцу в Емецке (около 320 м);
- Мост через реку Илексу;
- Брин-Наволок  Мост через реку Конду;
- Брин-Наволок  Р1 на Плесецк, Каргополь;
- Брин-Наволок  Мост через реку Смердью;
- Брин-Наволок  Мост через реку Обокшу;
- на Холмогоры;
- Мост через реку Илас (около 32 м);
- Дорожников;
- Исакогорка  на Новодвинск;
- Зелёный Бор;
- на аэропорт Васьково;
- Мост и дамба через реку Исакогорку (Цигломенку) (около 250 м);
- Архангельск;

→ Подъезд к Международному Аэропорту «Архангельск» (Талаги):
- Мост через реку Северная Двина (Краснофлотский мост);
- на Музей деревянного зодчества «Малые Корелы»;
- Мост через реку Юрас;
- на п. Талаги;
- Аэропорт Архангельск;

→ Подъезд к городу Северодвинск:
- Мост через реку Левковку;
- Мост через реку Заостровку (около 110 м);
- Мост через реку Тойнокурью (Исакогорку);
- на Большое Тойнокурье;
- Мост через реку Виткурью;
- Мост через реку Лаю в Лайском Доке (около 200 м);
- Рикасиха;
- Северодвинск

## История

### Шоссе Москва — Ярославль в XIX веке

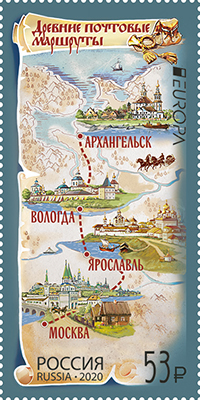
Почтовая марка, посвящённая Холмогорскому почтовому тракту

Дорога от Москвы до Ярославля стала одной из первых шоссированных дорог страны, получив во времена царствования Николая I многослойное покрытие из укатанного щебня, значительно улучшавшее её качество.

### Мытищи — Королёв

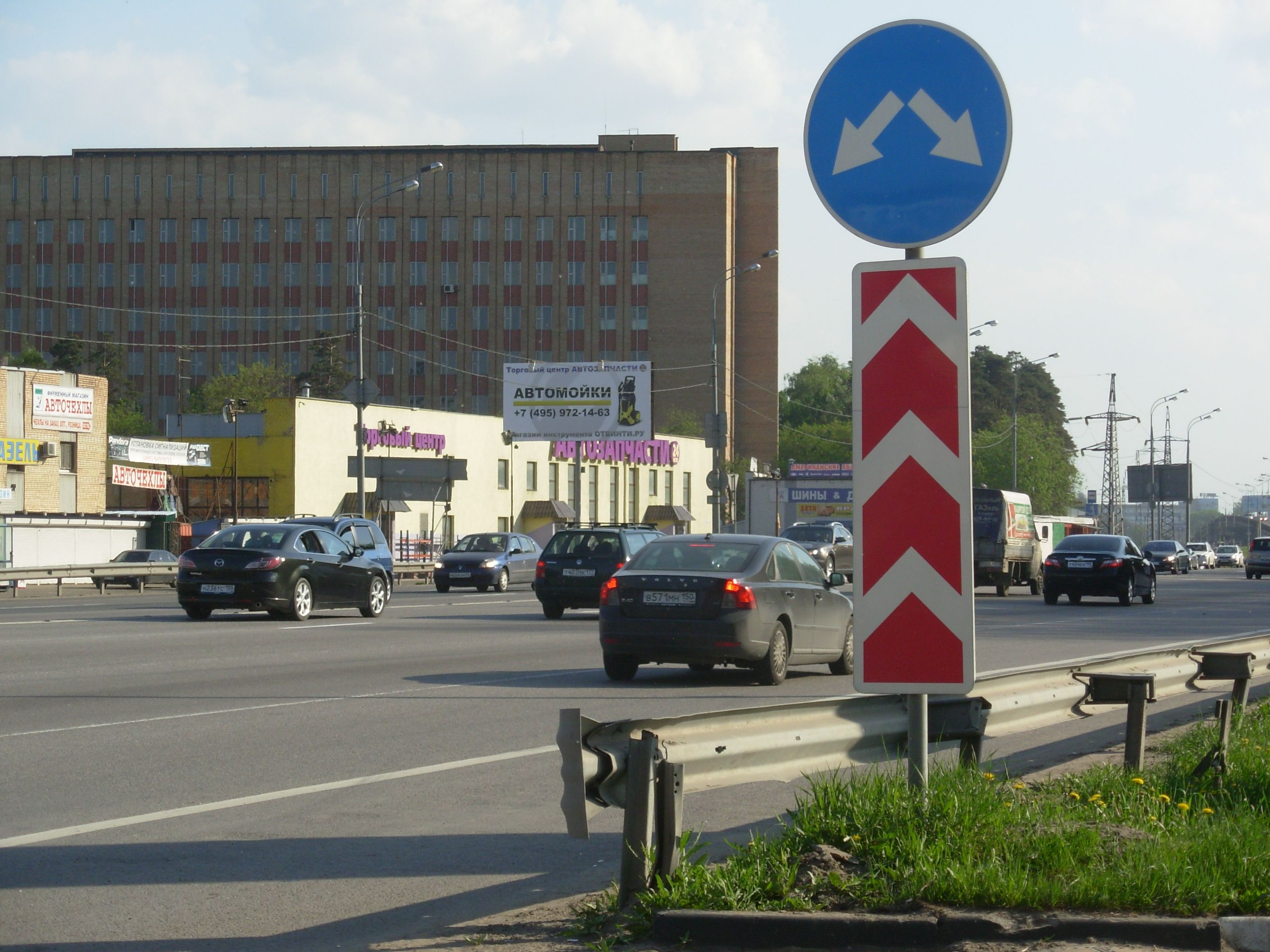
Ярославское шоссе, 7 км за МКАД, корпуса РКК Энергия

Район Ярославского шоссе между городами Королёвым и Мытищами застроен в 1990—2000-е годы. Здесь расположены крупные торговые и развлекательные заведения, рынки и предприятия:
- торговый центр ХL;
- аквапарк;
- торговый центр «Спортмастер»;
- авторынок;
- рынок строительных материалов;
- рынок металлоизделий и проката;
- оптовый продуктовый рынок;
- рынок хозтоваров;
- дилерские центры иномарок (Renault, KIA и др.);
- Ракетно-космическая корпорация «Энергия» им. С. П. Королёва;
- научно-производственное объединение измерительной техники;
- завод «Метровагонмаш»;
- завод энергетического машиностроения;
- кардиологический санаторий «Подлипки».

Из достопримечательностей на данном участке имеется монумент «Ракета» на въезде в Королёв и Храм во имя Владимирской иконы Божией Матери в городе Мытищи.

### Королёв — Пушкино
Район автодороги вблизи Пушкино активно застраивается. В период с 2016 по 2021 год построены и открыты гипермаркет «Лента», гипермаркет «Глобус», DIY-гипермаркеты «Леруа Мерлен» и «Бауцентр», торгово-развлекательные центры «Пушкино Парк» и «Акварель». Строительство торговых центров повлияло на организацию дорожного движения — так, за счет частных компаний вдоль Ярославского шоссе были построены дублеры, а также разворотная эстакада.
Также вблизи Пушкино сосредоточены крупные логистические центры. После Пушкино дорога практически не застроена.

### Участок Ярославль — Кострома

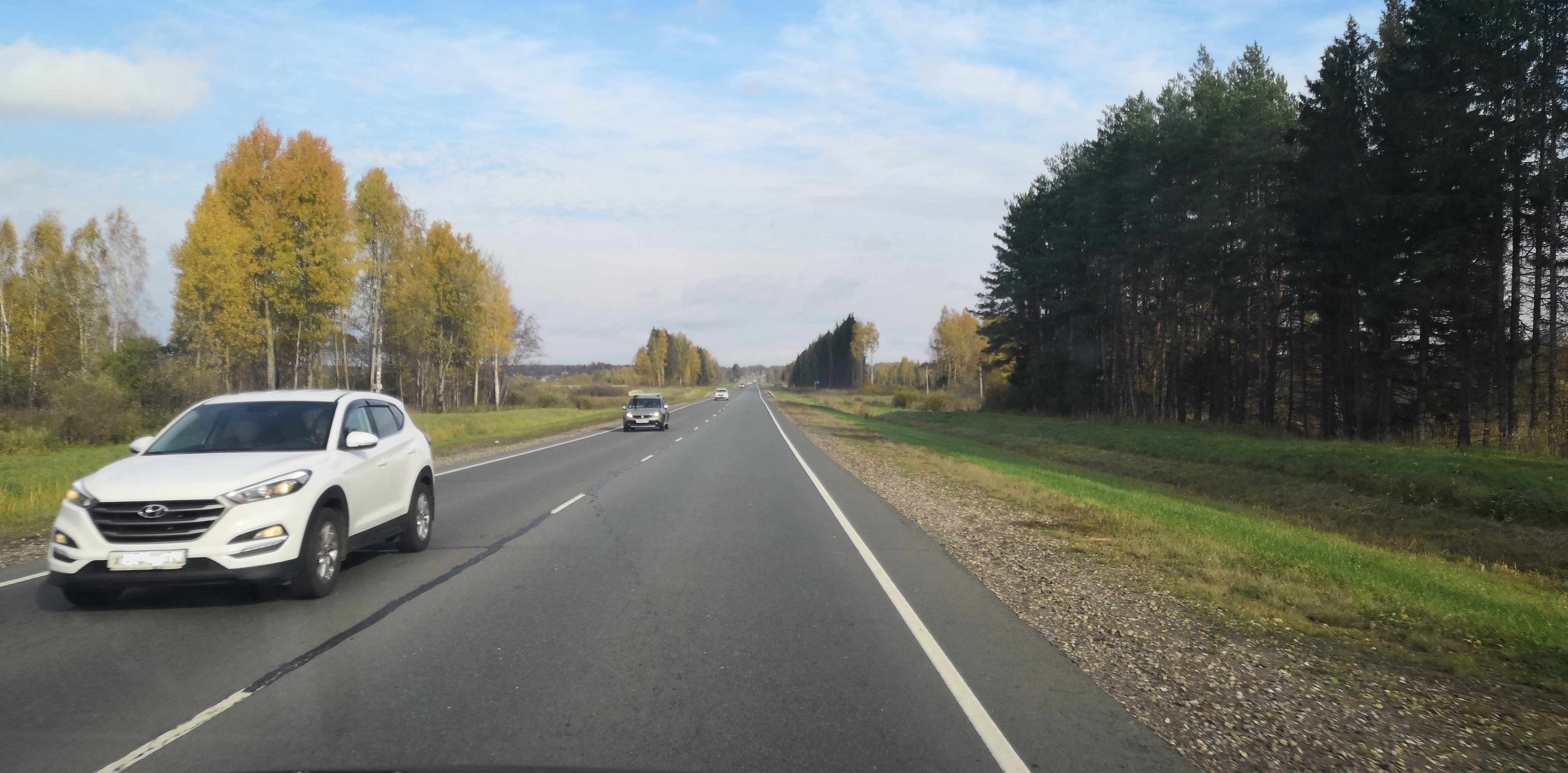
Участок Ярославль-Кострома в одну полосу в Ярославской области (2018).

К 1940 году дорога Ярославль — Кострома была грунтовой и непроезжей с осени по весну. Однако потребность в хорошей трассе, связывающей два крупных города, а также расположенные на ней предприятия и колхозы, была очевидна. Строительство началось по решению Ярославского бюро обкома ВКП(б) и облисполкома от 7 декабря 1940 года (Ярославская область тогда включала территорию Костромской области) в соответствии со специальным постановлением СНК СССР и ЦК ВКП(б) от 7 февраля 1941 года. Проектирование было проведено Ленинградским отделением «Росдорпроекта» Главного дорожного управления при СНК СССР. Строительством руководило дорожно-эксплуатационное управление № 907. Общая стоимость работ составила 22 млн рублей. Средства выделяло правительство. Зимой и весной 1941 года прошли подготовительные работы.
Ярославская область провела трудовую мобилизацию населения (так называемый метод народной стройки). Дорога была разделена на 7 дистанций и распределена между городами и районами, предприятиями и колхозами. В воскресенье 15 июня 1941 года 32 тысячи пеших и 10 тысяч конных человек одновременно вышли на строительство. Достраивать трассу пришлось уже в военное время, однако несмотря на занятость населения и отток строительной техники дорога была доделана к концу ноября. Всего в сооружении дороги приняло участие более 150 тысяч человек. Работали по 15—18 часов в сутки в любую погоду. На трассу было вывезено более 70 тысяч м³ камня, более 150 тысяч м³ песка, более 11 тысяч м³ леса. Была замощена проезжая часть, построено несколько десятков мостов общей протяжённостью более 500 метров. Длина дороги составила 66 км, общая ширина дорожного полотна — 10 м (в том числе ширина проезжей части — 5 м).
Маршрут Москва — Ярославль — Кострома в советское время до середины 1980-х годов имел номер 9, позже основным направлением дороги стало не костромское, а вологодско-архангельское.

## Текущее состояние
Участок дороги от пересечения с МКАД до Пушкино имеет от 5 до 4 полос движения в каждом направлении. Данный участок был поэтапно реконструирован в период с 2003 по 2020 год. Отсутствуют пересечения с другими автодорогами в одном уровне, также отсутствуют светофоры и наземные пешеходные переходы. Максимальная скорость ограничена на уровне 110 км/ч. После пересечения с Красноармейским шоссе дорога сужается до 2 полос в каждую сторону. От 35 до 47 километра (А107—А113 планируется расширить дорогу до трёх полос в каждую сторону). Далее число полос-4, сохраняется вплоть до границы Владимирской и Ярославской областей.
На территории Владимирской области дорога имеет статус автомагистрали с максимально разрешенной скоростью 110 км/ч. Протяжённость данного участка (Дворики — Мякишево — Василёво) составляет около 18 км, открыт 10 ноября 2009 года.
Участок дороги от границы Владимирской и Ярославской областей до Петровского наиболее сложный для водителей. На протяжении примерно 100 км много подъёмов, спусков и поворотов, трасса преимущественно двухполосная. Этот участок в народе даже называется «Переславские горки», и на нем очень затруднителен обгон: во-первых, он просто опасен, во-вторых, часто встречается сплошная линия. По этим причинам водители рискуют задержаться в пути, попав в вереницу фур.
Планируется начать строительство трассы с 115 по 135 километр, до объездной Переславля-Залесского.
Движение транзитного грузового транспорта через Переславль-Залесский запрещено. Существует объездная дорога вокруг города.
От Переславля-Залесского до Ростова имеется несколько протяженных участков, расширенных до четырёх полос. В дальнейшем планируется реконструкция трассы с 135 по 205 км, непосредственно до Ростова, где трасса уже расширена.
От Ростова до Ярославля дорога четырёхполосная с разделительной полосой на новом участке магистрали от Коромыслово до въезда в Ярославль. Объездная дорога появилась в сентябре 2010 года с открытием развязки на Юбилейном мосту.
Севернее Ярославля дорога двухполосная с некоторыми участками в четыре полосы. Движение малоинтенсивное, кроме участков около Вологды, Сокола и Архангельска. Вокруг Данилова построена объездная дорога. Также в 2020 году запущено движение по построенной объездной дороге вокруг Вологды, которая огибает город с запада. Объездная дорога имеет по две полосы в каждую сторону.
В 2012 году в обход Вельска построена объездная дорога вокруг города с путепроводом через железнодорожные пути.

### Реконструкция трассы в районе Архангельска
Первый отремонтированный участок протяжённостью 13 км (1213—1226 км) был сдан в эксплуатацию 13 октября 2016 года на выезде из Архангельска. Федеральная трасса от поселка Дорожников до перекрёстка Архангельск-Северодвинск — М-8 стала шире на две полосы. На этом же участке построили четыре развязки:
- поворот на Новодвинск с выходом на региональную автодорогу 11К-721 «Исакогорка — Новодвинск — Холмогоры»;
- поворот на региональную автодорогу 11К-732 «Подъезд к аэропорту „Васьково“» от автомобильной дороги М-8 «Холмогоры» с выходом на региональную автодорогу 11К-745 "Подъезд к посёлку Васьково от автомобильной дороги «Подъезд к аэропорту „Васьково“»;
- поворот на Краснофлотский мост, начало автодороги «Подъезд к Международному Аэропорту „Архангельск“ (Талаги)»;
- выход на автодорогу «Подъезд к городу Северодвинск», а также выход на Северодвинский мост.

Автомобильные потоки разделены барьерным ограждением.